# Zob Ahan Cultural and Sport Club
El Zob Ahan Cultural and Sport Club es un club polideportivo iraní con sede en la ciudad de Isfahán. El club fue fundado en 1969 y es propiedad de la Isfahan Steel Company que también responde al nombre de Zob Ahan.
El club está compuesto de diferentes secciones entre las que destacan las de futbol con el Zob Ahan Isfahan FC y la de baloncesto con el Zob Ahan Isfahan BC que han sido campeones varias veces de los respectivos campeonatos de la máxima competición iraní.
Otras secciones dentro del club serían la de voleibol, levantamiento de peso, balonmano, tenis de mesa, natación y atletismo.